# Maison rurale à Vojka
La maison rurale à Vojka (en serbe cyrillique : Сеоска кућа у Војци ; en serbe latin : Seoska kuća u Vojci) se trouve à Vojka, dans la province de Voïvodine et dans la municipalité de Stara Pazova, en Serbie. Elle est inscrite sur la liste des monuments culturels de grande importance de la République de Serbie (identifiant no SK 1336).